# Archivio di Stato di Bolzano
L'Archivio di Stato di Bolzano (in tedesco Staatsarchiv Bozen; in ladino Archif de Stat da Balsan) è un archivio statale italiano con sede a Bolzano.
Fu istituito nel 1920 come sezione del nuovo Regio Archivio di Stato di Trento di cui venne distaccato quale sede indipendente nel 1930. Il primo direttore fu il rinomato medievista Leo Santifaller, che nel 1921 adattò come sede dell'archivio Castel Mareccio, ivi depositando 150 vagoni ferroviari con documenti d'archivio (contenenti gli archivi delle autorità sudtirolesi e della chiesa vescovile di Bressanone, consegnate dall'Austria all'Italia a causa della successione statale, dopo l'annessione dell'Alto Adige al Regno d'Italia nel 1919/20). Nel giro di un anno l'archivio fu allestito e aperto al pubblico, ma Santifaller, nonostante un'intensa attività editoriale, però più e più scomoda per il regime fascista, preferì trasferirsi nel 1927 presso i Monumenta Germaniae Historica a Berlino.
Nel 1972, Castel Mareccio fu dichiarato fatiscente. Dopo alcuni anni di sistemazione di fortuna in un'officina abbandonata in viale Druso, nel 1985 l'istituzione si è trasferita in un nuovo edificio nel quartiere di Gries-San Quirino. Qui è collocato insieme all'Archivio Provinciale di Bolzano al quale è stata trasferita gran parte del patrimonio archivistico statale nel corso dell'attuaztuione delle autonomistiche, nonché alla Biblioteca "Dr. Friedrich Teßmann".
L'Archivio di Stato conserva i documenti delle autorità statali in provincia di Bolzano, ossia principalmente i fascicoli delle autorità di polizia, militari e giudiziarie o dei loro predecessori austriaci, come i governatorati distrettuali (Bezirkshauptmannschaften). Tra i fondi, spiccano gli archivi della chiesa vescovile di Bressanone, tra cui si conservano i Libri traditionum di Bressanone. Il documento originale più antico è un diploma carolingio del re Ludovico II il Giovane dell'848.